# Джошуа Буатсі
Джошуа Буатсі (англ. Joshua Buatsi, нар. 14 березня 1993, Аккра, Гана) — британський професійний боксер ганського походження, що виступає в напівважкій ваговій категорії. Бронзовий призер Олімпійських ігор 2016 року та чемпіонату Європи 2015 року. Учасник команди «British Lionhearts» у напівпрофесійній лізі WSB.

## Любительська кар'єра

### Чемпіонат світу 2015
- 1/16 фіналу:Переміг Кім Хуеонга Куя (Південна Корея) - 3-0
- 1/8 фіналу:Програв Хуліо Сезар Ла Крузу (Куба) - 0-3

### Олімпійські ігри 2016
- 1/16 фіналу:Переміг Кеннеді Катенде (Уганда) - TKO
- 1/8 фіналу:Переміг Елшода Расулова (Узбекистан) - KO
- 1/4 фіналу:Переміг Абдельхафіда Беншабла (Алжир) - 3-0
- 1/2 фіналу:Програв Адільбеку Ніязимбетову (Казахстан) - 0-3

## Професіональна кар'єра
Буатсі дебютував на професійному рингу 2017 року. Впродовж 2017—2021 років досяг рекорду 15-0, завоювавши титули інтернаціонального чемпіона за версією WBA та чемпіона Великої Британії за версією BBBofC у напівважкій вазі.